# Neoantistea riparia
Neoantistea riparia är en spindelart som först beskrevs av Eugen von Keyserling 1887.  Neoantistea riparia ingår i släktet Neoantistea och familjen panflöjtsspindlar. Inga underarter finns listade i Catalogue of Life.